# Matteo Tosi (compositore)
Matteo Tosi (Rimini, 4 giugno 1884 – Rimini, 21 dicembre 1959) è stato un compositore e direttore di coro italiano.

## Biografia
Nacque a Corpolò, frazione di Rimini, il 4 giugno del 1884, da Giuseppe Tosi e Rachele Buda. Dopo aver studiato presso i seminari di Pennabilli e di Rimini, nel 1907 venne ordinato sacerdote dal vescovo Vincenzo Scozzoli.
Tra il 1919 e il 1923, dopo la sua partecipazione alla Prima Guerra mondiale fu maestro di cappella e organista nel Duomo di Velletri. Si trasferì quindi a Roma per tre anni, per far parte della Schola Polifonica Romana, diretta da Raffaele Casimiri, che lo tenne anche come condirettore della prestigiosa Cappella Musicale Lateranense.
Nel novembre del 1926 venne chiamato dal patriarca di Venezia Pietro La Fontaine, alla direzione dell'antica e prestigiosa Cappella Marciana. Tenne questo incarico per ben dodici anni, fino al 1938, quando decise di ritornare a Rimini in qualità di direttore di Cappella e canonico della cattedrale, rifiutando di partecipare a concorsi in altre città, quali ad esempio Palermo.

## Composizioni
Compositore prolifico e apprezzato, scrisse brani che all'epoca ebbero una certa fortuna, venendo riproposti in varie raccolte assai diffuse anche nelle chiese minori. La sua produzione comprende una ventina di messe e più di duecento altri lavori fra salmi, inni, mottetti.
Celebre la sua Messa da requiem a 4 e 8 voci, grazie alla quale vinse il concorso nazionale bandito dalla Reale Accademia Filarmonica Romana.
Altri brani che riscossero un certo successo furono il "Te Deum" e la solenne "Missa Jubilaris".
Tra le composizioni più importanti si annoverano ben quindici Messe, tra le quali:
- Messa Jubilate Deo a 2 voci pari;
- Messa Inclyta Patrona a 2 voci miste;
- Messa Sicut lilium in onore della Beata Maria Goretti, a 2 voci uguali;
- Messa giubilare Pio papa XI a 4 voci miste;
- Messa in onore di S. Giovanni Bosco a 3 voci miste;
- Messa da Requiem a 3 voci virili;
- Piccola Messa Funebre a 2 voci puerili o anche miste.